# Роботизована хірургія

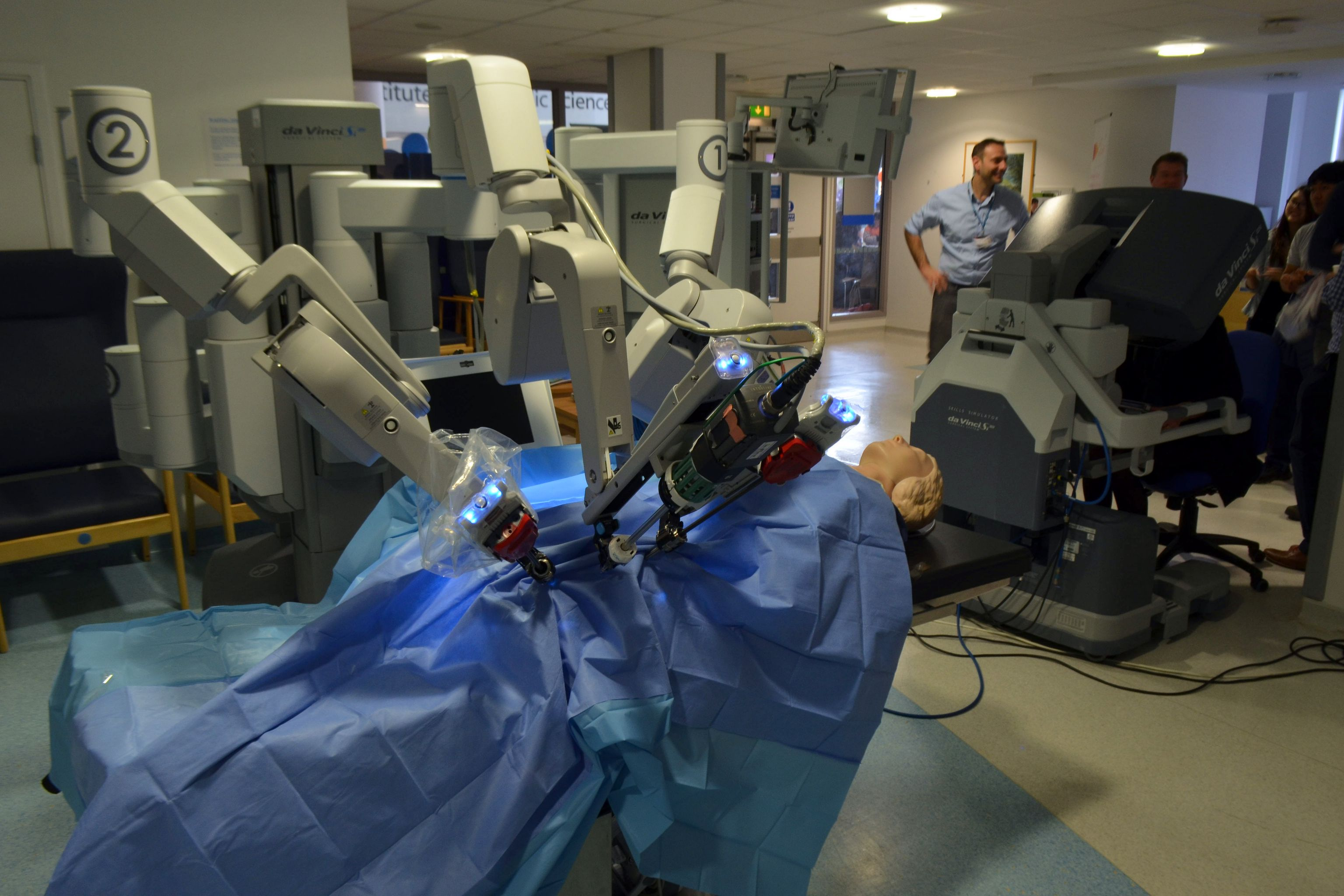
Система робот-хірург «Да Вінчі»: блок пацієнта (ліворуч) та хірургічна консоль (праворуч)

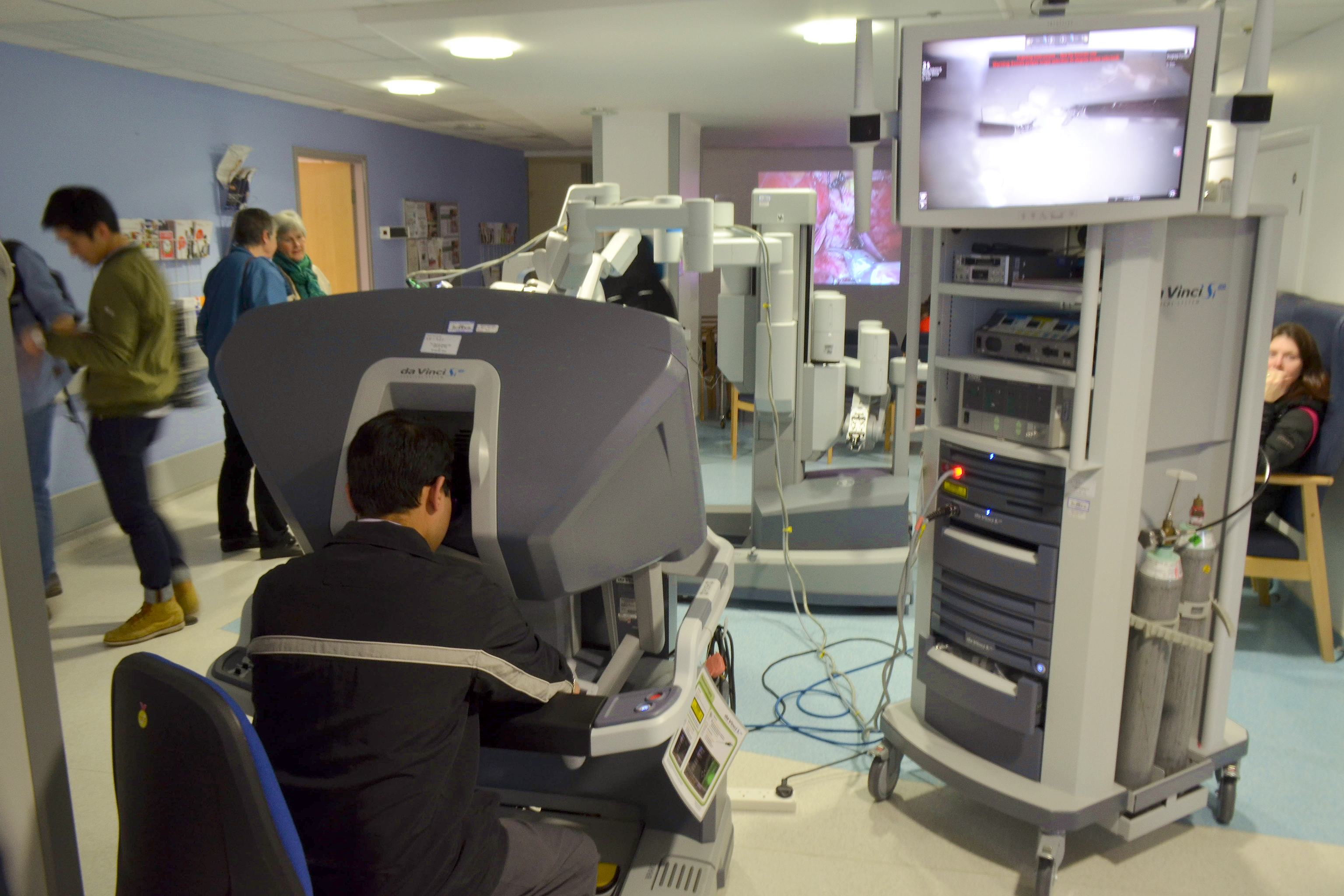
Система робот-хірург «Да Вінчі»: Хірургічна консоль (вигляд зблизька)

Роботизована хірургія — це розділ хірургії, де при виконанні хірургічних втручань застосовується роботизована система, що управляється хірургом за допомогою маніпуляторів та відповідно програмного забезпечення. Використання роботів дозволило встановити два унікальних напрямки в медицині. Перший напрямок — це телехірургія: хірург керує роботом під час операції, безпосередньо не контактуючи з пацієнтом. Другий напрямок — це хірургія з мінімальним втручанням, мініінвазивна (малоінвазивна хірургія).
Основні переваги роботизованої хірургії — це точність, використання мікроінструментів, а також зниження впливу людського чинника при проведенні операції, дистанційність.

## Комерційні моделі
На 2019 рік існували такі комерційні розробки для мініінвазивної хірургії:
- Робот Давінчі (da Vinci surgical system, на базі RAVEN)[1]
- Робот Софі (Sofie surgical robot)[2][3]
- Робот Йомі (Yomi)[4]

## Переваги роботизованої хірургії
- Більша точність виконання операції
- Мінімальна болючість після операції
- Зниження ризику інфікування рани (пацієнта), запобігання ризику зараження хірурга
- Зниження необхідності переливання крові
- Швидке одужання і короткий післяопераційний період
- Мінімальний ризик ускладнень, характерних для традиційної хірургії[5]
- У деяких випадках, покращений косметичний ефект завдяки мініінвазивному доступу

Операція за допомогою робота здійснюється мініінвазивно, тобто хірургічний доступ здійснюється через декілька невеликих розрізів. При цьому робот знаходиться під повним контролем хірурга та асистентів. Ризик при застосуванні робота мінімальний. Роботизована хірургія широко поширюється по всьому світу, оскільки використання цієї технології може значно покращує результати лікування.

## Недоліки роботизованої хірургії
Не зважаючи на технічний прогрес, даний напрямок хірургії має достатньо критичні недоліки. Серед них найважливішими є такі:
- Високий ступінь залежності від джерела енергії
- Дистанційна схема управління може зазнати втручань (випадкові - у вигляді збою, чи свідомі - у вигляді хакерської атаки)
- Високовартісне технічне обслуговування
- Тривале і вартісне навчання лікарів
- Для роботизованої хірургії потрібна окрема операційна

Відповідно три останні пункти різко збільшать вартість роботизованого хірургічного лікування. Окрім того, є прогнозований ризик, що хірургія перейде межу, за якою хірург не зможе самостійно виконати операцію, особливо де буде потрібна наноточність.

## Використання
Роботизована хірургія може бути використана для цілого ряду різних процедур, у тому числі:
- Аортокоронарне шунтування
- Гістеректомія, міомектомія і сакрокольпопексія;
- Дистальна панкреатектомія селезінки, холецистектомія, фундоплікація Ніссена, міотомія Геллера, шунтування шлунка, нефректомія донорів, адреналектомія, спленектомія та резекція кишечника;
- Ендопротезування кульшового суглоба
- Зрізання ракової тканини з чутливих частин тіла, таких як кровоносні судини, нерви
- Мобілізація внутрішньої молочної артерії і абляція серцевої тканини;
- Молочний до лівого переднього низхідного анастомозу коронарних артерій для реваскуляризації серця з допоміжною медіастинотомією;
- Операція на мітральному клапані (ремонт мітрального клапана) і/чи закриття дефектів передсердної перетинки;
- Перев'язка маткових труб[6]
- Радикальна простатектомія, пієлопластика, цистектомія, нефректомія та реімплантація сечоводів[7]
- Резекція пухлин вегетаційних клітин, що відбуваються в легені
- Трансоральна резекція пухлин верхнього аерокорекційного тракту (мигдалини, язика, гортані) і трансаксилярна тиреоїдектомія
- Трансплантація нирки
- Усунення діафрагмальної грижі (Hiatal hernia);

## Додаткова література

### Книги
- Tony Costello (2023). Principles and Practice of Robotic Surgery (англ.). Elsevier. с. 662. ISBN 9780323798204.

### Журнали
- International Journal of Medical Robotics and Computer Assisted Surgery (John Wiley & Sons)
- Journal of Robotic Surgery (Springer London, Springer Nature)

### Статті
- Biswas Pradipta; Sikander Sakura; Kulkarni Pankaj (1 листопада 2023). Recent advances in robot-assisted surgical systems. Biomedical Engineering Advances 6. doi:10.1016/j.bea.2023.100109.
- Yip Michael; Salcudean Septimiu; Goldberg Ken та ін. (14 липня 2023). Artificial intelligence meets medical robotics. Science 381 (6654). с. 141–146. doi:10.1126/science.adj3312.